# Hans Rudolf Waldburg
Hans Rudolf Waldburg (eigentlich Johann Rudolph Franz Carl Trappel; * 16. März 1888 in Wien; † 16. Oktober 1952 in Kaiserslautern) war ein österreichisch-deutscher Opernsänger, Schauspieler und Opernregisseur.

## Leben und Wirken
Der Sohn des Buchhalters und späteren Fabrikdirektors Johann Trappel und dessen Frau Maria, geb. Kratky, absolvierte zunächst ein Jusstudium, ehe er bei Felix von Kraus in München eine Gesangsausbildung erhielt. Er debütierte 1911 als Heldentenor am Münchener Hoftheater. Weitere Engagements führten ihn an das Stadttheater in Graz (1913–1915), an das Stadttheater in Krefeld (1915–1919), an das Stadttheater in Königsberg (1919–1920) und an das Stadttheater in Halle (1920–1923). Nach musik- und kunstwissenschaftlichen Studien wandte er sich 1923 dem Regiefach zu und erhielt zunächst die Möglichkeit als Regieassistent in Kiel und 1924 dann als Regisseur in Bielefeld tätig zu werden. 1925 wurde er Oberspielleiter am Stadttheater in Bremerhaven. In gleicher Funktion war er von 1928 bis 1935 an dem Stadttheater in Danzig und von 1936 bis 1941 am Rostocker Stadttheater engagiert. In seiner Laufbahn inszenierte er mehr als 100 Opern, so zum Beispiel im Jahr 1930 in Danzig Giacomo Puccinis Oper Tosca und im Jahr 1936 in Rostock die Oper Der Günstling von Rudolf Wagner-Régeny. Ferner verfasste er Übersetzungen und Neubearbeitungen einiger Werke (Ernani, Djamileh, La fille du régiment).
Als Waldburg Mitte der 1930er-Jahre kurzzeitig ohne Bühnenengagement war, wirkte er zudem in einigen Filmproduktionen mit. Darunter befanden sich 1935 Der Klosterjäger von Max Obal mit Friedrich Ulmer, Paul Richter und Josef Eichheim und 1936 der Historienfilm August der Starke von Paul Wegener mit Michael Bohnen, Lil Dagover und Marieluise Claudius. Weiterhin war er ebenfalls 1936 in der Filmkomödie Schabernack unter der Regie von E. W. Emo mit Hans Moser, Paul Hörbiger, Paul Henckels und Trude Marlen zu sehen.
Waldburg war zum 1. Februar 1933 der NSDAP beigetreten (Mitgliedsnummer 1.462.410). 1941 schied er aus der Reichstheaterkammer aus und wurde stattdessen NSDAP-Unterabteilungsleiter in seiner Geburtsstadt Wien. Nach Stationen in Isenbüttel und Metz gelangte er nach Kaiserslautern, wo er nach dem Ende des Zweiten Weltkriegs als Geschäftsstellenleiter tätig war. Er starb 1952 im Krankenhaus Kaiserslautern.
Hans Rudolf Waldburg heiratete 1915 die Schauspielerin Sophie Elise Pruy und hatte mit ihr eine Tochter. In zweiter Ehe war er von 1926 bis zu seinem Tod mit der Sängerin Charlotte Böcker verheiratet.

## Filmografie (Auswahl)
- 1935: Der Klosterjäger
- 1936: August der Starke
- 1936: Schabernack
- 1936: Das Hemd des Glücks. Ein kurzweilig Spiel von Einem, der auszog, den glücklichen Menschen zu suchen (Kurzfilm)
- 1936: Unter dem Pantoffel. Ein lustiges Abenteuer (Kurzfilm)